# Playdia
 (décembre 2011).
Si vous disposez d'ouvrages ou d'articles de référence ou si vous connaissez des sites web de qualité traitant du thème abordé ici, merci de compléter l'article en donnant les références utiles à sa vérifiabilité et en les liant à la section « Notes et références ».

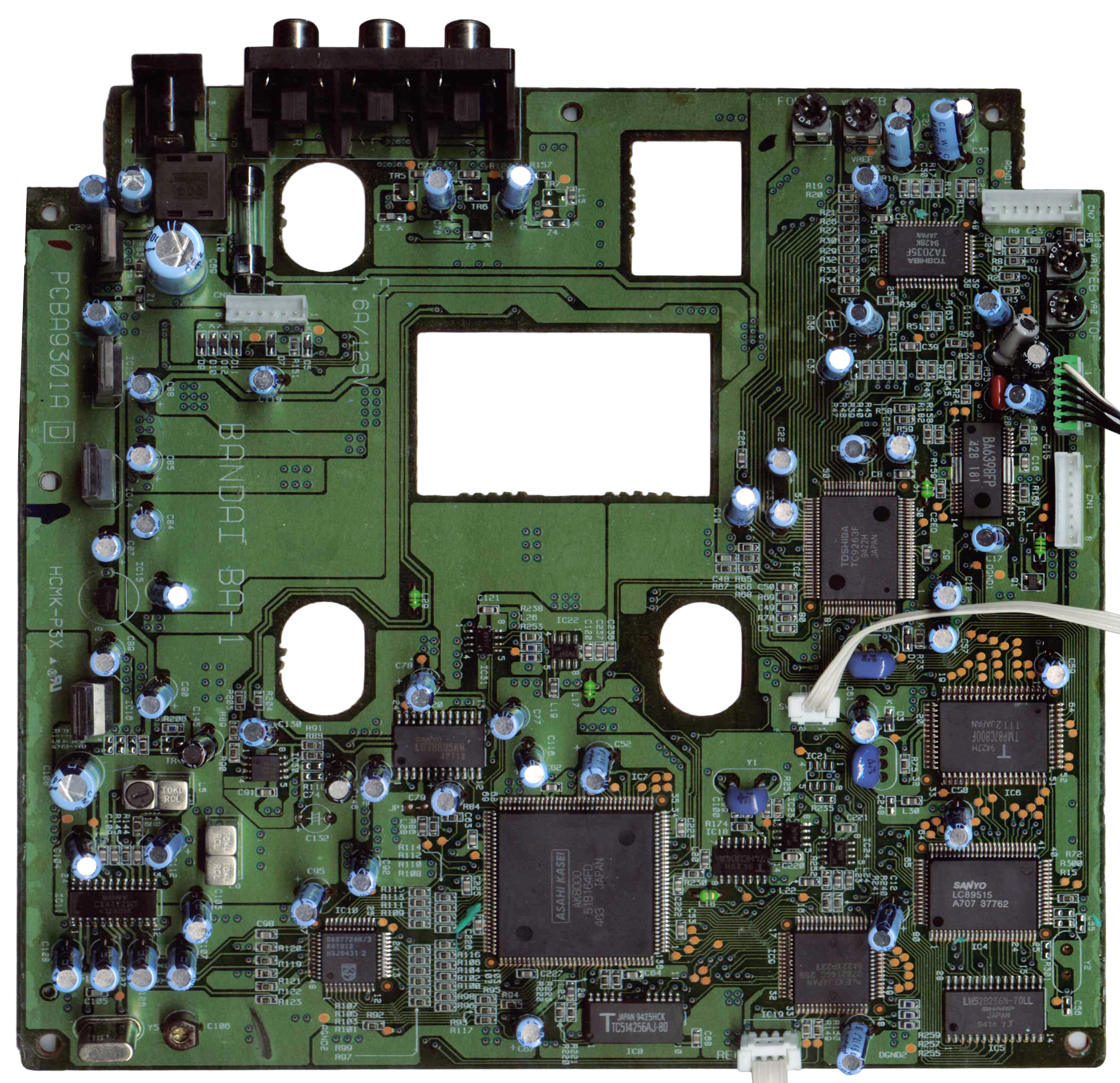
PCB Bandai Playdia.

La Playdia est une console de jeux vidéo 8 bits créée par la société Bandai et sortie en 1994 uniquement au Japon.
Les jeux, basés sur les licences de Bandai, reposent sur des vidéos interactives.
Son unique contrôleur infrarouge se range directement dans la façade de la console.
Conçue spécialement pour les enfants, grâce à ses commandes plus que simples, ce fut la seule console de salon de Bandai.
Les critiques de l'époque évoquent une qualité vidéo exceptionnelle (pour l'époque) mais une interactivité très limitée.
Le prix lors du lancement approchait les 300 $ américains.

## Liste chronologique des jeux

### 1994 (11 titres)
- 23/09 - Dragon Ball Z - Dragon Ball Z : Le Plan d'anéantissement des Saïyens (Shin Saiyajin Zetsumetsu Keikaku Chikyū Hen) - [BAPD-01][2]
- 23/09 - Bishōjo Senshi Sailor Moon S: Quiz Taiketsu! Sailor Power Syūketsu!! - [BAPD-02]
- 23/09 - SD Gundam: Daizukan - [BAPD-03]
- 28/09 - Ultraman Powered - Kaijuu Gekimetsu Sakusen - [BAPD-04]
- 28/09 - Hello Kitty - Yume no Kuni Daibōken - [BAPD-05]
- 25/11 - Aqua Adventure - Blue Lilty - [BAPD-06]
- 25/11 - Newton museum - Kyōryū Nendaiki Zen Pen - [BAPD-07]
- 25/11 - Newton museum - Kyōryū Nendaiki Kou Hen - [BAPD-08]
- 08/12 - Shuppatsu! Dōbutsu Tankentai - [BAPD-09]
- 16/12 - Ultra Seven - Chikyū Bōei Sakusen - [BAPD-10]
- 16/12 - Dragon Ball Z - Dragon Ball Z : Le Plan d'anéantissement des Saïyens (Shin Saiyajin Zetsumetsu Keikaku Uchū-Hen) - [BAPD-11]

### 1995 (16 titres)
- 24/01 - Norimono Banzai!! - Kuruma Daishūgō!! - [BAPD-12]
- 24/01 - Norimono Banzai!! - Densha Daishūgō!! - [BAPD-13]
- 22/03 - Ie Naki Ko - Suzu no Sentaku - [VPRJ-09722]
- 22/03 - Gamera - The Time Adventure - [BAPD-15]
- 22/06 - Elements Voice Series vol.1 Mika Kanai - Wind&Breeze - [BAPD-18]
- 22/06 - Elements Voice Series vol.2 Rika Fukami - Private Step - [BAPD-19]
- 22/06 - Elements Voice Series vol.3 Aya Hisakawa - Forest Sways - [BAPD-20]
- 28/07 - Bishōjo Senshi Sailor Moon SS - Sailor Moon to Hiragana Lesson! - [BAPD-21]
- 28/07 - Ultraman - Hiragana Dai Sakusen - [BAPD-22]
- 28/07 - Ultraman - Alphabet TV e Yōkoso - [BAPD-23]
- 24/08 - Bishōjo Senshi Sailor Moon SS - Sailor Moon to Hajimete no Eigo - [BAPD-24]
- 24/08 - Bishōjo Senshi Sailor Moon SS - Yōkoso! Sailor Yōchien - [BAPD-25]
- 24/08 - Ultraman - Oideyo! Ultra Yōchien - [BAPD-26]
- 20/10 - Chōgōkin Selections - [BKPD-01]
- 16/11 - Elements Voice Series vol.4 Yuri Shiratori - Rainbow Harmony - [BKPD-02]
- 15/12 - Soreike! Anpanman - Picnic de Obenkyō - [BAPD-27]

### 1996 (6 titres)
- 22/03 - Ultraman - Sūji de Asobō Ultra Land - [BAPD-28]
- 22/03 - Ultraman - Ultraman Chinō UP Dai Sakusen - [BAPD-29]
- 27/03 - Elements Voice Series vol.5 Mariko Kōda - Welcome to the Marikotown! - [BKPD-03]
- 24/04 - Nintama Rantarō - Gun Gun Nobiru Chinou Hen - [BKPD-04]
- 15/05 - Nintama Rantarō - Hajimete Oboeru Chishiki Hen - [BKPD-05]
- 26/06 - Gekisou Sentai Carranger - Tatakae! Hiragana Racer - [BKPD-06]

### Jeux offerts (6 titres)
- Dragon Ball - Sailor Moon - Ultraman (Sample Soft) - [BS-002]
- Yumi to Tokoton Playdia - [BS-003]
- Go! Go! Ackman Planet - [BS-005]
- Jump Gentei Special - 4 Dai Hero Battle Taizen - [BS-006]
- Bandai Item Collection 70' - [BS-007]
- Playdia IQ Kids - [BS-009]
- Kero Kero Keroppi - Uki Uki Party Land - [BS-010]